# Southgate (Kentucky)
Southgate es una ciudad ubicada en el condado de Campbell en el estado estadounidense de Kentucky. En el Censo de 2010 tenía una población de 3803 habitantes y una densidad poblacional de 1.025,38 personas por km².

## Geografía
Southgate se encuentra ubicada en las coordenadas 39°3′46″N 84°28′40″O / 39.06278, -84.47778. Según la Oficina del Censo de los Estados Unidos, Southgate tiene una superficie total de 3.71 km², de la cual 3.7 km² corresponden a tierra firme y (0.28%) 0.01 km² es agua.

## Demografía
Según el censo de 2010, había 3803 personas residiendo en Southgate. La densidad de población era de 1.025,38 hab./km². De los 3803 habitantes, Southgate estaba compuesto por el 90.4% blancos, el 5.6% eran afroamericanos, el 0.05% eran amerindios, el 0.97% eran asiáticos, el 0.05% eran isleños del Pacífico, el 0.74% eran de otras razas y el 2.18% pertenecían a dos o más razas. Del total de la población el 1.5% eran hispanos o latinos de cualquier raza.